# Surmelin
Le Surmelin est une rivière française qui coule dans les départements de la Marne et de l'Aisne, dans les deux anciennes régions Picardie et Champagne-Ardenne, donc dans les deux nouvelles régions Grand Est et Hauts-de-France. C'est un affluent de la rive gauche de la Marne, donc un sous-affluent de la Seine.

## Géographie
Le Surmelin naît d'une série de petits cours d'eau, au sein de la forêt de Vertus, dans le département de la Marne, aux confins des communes de Loisy-en-Brie et de Vertus, à une quinzaine de kilomètres au sud d'Épernay. Peu après sa naissance, il adopte la direction de l'ouest-nord-ouest et maintient cette orientation jusqu'au niveau de Saint-Eugène. À cet endroit, il prend la direction du nord et conflue bientôt avec la Marne à Mézy-Moulins, à quelques kilomètres en amont de Château-Thierry.
Son parcours est long de 41,5 kilomètres. La plus grande partie de son bassin est situé dans la Brie.
Cette rivière a donné son nom à une rue de Paris à proximité de laquelle est situé le réservoir d'eau potable alimenté, à l'origine, par le groupe de rivières via l'aqueduc de la Dhuis.

### Communes traversées
- Département de la Marne
  - Loisy-en-Brie, Blancs-Coteaux, Montmort-Lucy, Corribert, Mareuil-en-Brie, Suizy-le-Franc, Orbais-l'Abbaye, La Ville-sous-Orbais, Le Breuil,
- département de l'Aisne
  - Vallées en Champagne, Celles-lès-Condé, Monthurel, Saint-Eugène, Connigis, Crézancy, Mézy-Moulins

## Principaux affluents
- La Dhuis (rg[note 1]) (rejoint le Surmelin sur le territoire de la commune de Celles-lès-Condé)

## Hydrologie

### Le Surmelin à Saint-Eugène
Le débit interannuel moyen du Surmelin ou module, calculé sur 47 ans à Saint-Eugène (de 1961 à 2007), est de 2,70 m3/s pour une surface de bassin de 454 km2.
La rivière présente des fluctuations saisonnières de débit modérées, avec des hautes eaux hivernales portant le débit mensuel moyen à un niveau compris entre 3,37 et 4,89 m3/s, de décembre à avril inclus (avec un maximum en février), et des maigres d'été, de juin à octobre, caractérisés par une baisse du débit moyen mensuel allant jusqu'à 1,30 m3/s au mois d'août, ce qui reste assez confortable pour un cours d'eau de cette taille.

### Étiage ou basses eaux
Aux étiages, le VCN3 peut chuter jusque 0,57 m3/s, en cas de période quinquennale sèche, ce qui n'est pas trop sévère.

### Crues
Les crues sont assez fréquentes et peuvent être très importantes, plus importantes même que celles du Grand Morin, proportionnellement à la superficie de bassin des deux rivières. Les QIX 2 et QIX 5  valent respectivement 30 et 44 m3/s. Le QIX 10 est de 54 m3/s, et le QIX 20 de 33 m3/s. Quant au QIX 50, il est de 75 m3/s.
Le débit instantané maximal enregistré à Saint-Eugène a été de 54 m3/s le 25 décembre 2013, tandis que la valeur journalière maximale était de 46,0 m3/s le 31 mars 1962.
À titre de comparaison, le QIX 10 de son voisin, le Petit Morin à Jouarre vaut 29 m3/s pour un bassin de 605 km2, tandis que son QIX 50 est de 39 m3/s. On remarque ainsi que le QIX 10 comme le QIX 50 du Surmelin sont de l'ordre du double de ceux du Petit Morin, alors que le bassin versant de ce dernier est plus étendu d'un tiers. En d'autres termes les risques de débordement du Surmelin sont nettement supérieurs à ceux du Petit Morin.
Voici un tableau comparatif des trois rivières. L'importance relative des QIX doit être considérée proportionnellement à la surface de leurs bassins :
| Cours d'eau | Localité               | Débits en m3/s | Débits en m3/s | Débits en m3/s | Débits en m3/s | Débits en m3/s | Débits en m3/s | Côte max(m) | Max. instant. | Max. journ. | Lame d'eau (mm) | Surface (km²) |
| Cours d'eau | Localité               | Module         | VCN3 (étiage)  | QIX 2          | QIX 5          | QIX 10         | QIX 20         | Côte max(m) | Max. instant. | Max. journ. | Lame d'eau (mm) | Surface (km²) |
| ----------- | ---------------------- | -------------- | -------------- | -------------- | -------------- | -------------- | -------------- | ----------- | ------------- | ----------- | --------------- | ------------- |
|             |                        |                |                |                |                |                |                |             |               |             |                 |               |
| Surmelin    | Saint-Eugène           | 2,70           | 0,610          | 30             | 45             | 55             | 64             | 2,60        | 54            | 46          | 188             | 454           |
| Petit Morin | Jouarre                | 3,39           | 0,690          | 19             | 27             | 32             | 37             | 3,05        | 67            | 63          | 177             | 605           |
| Grand Morin | Couilly Pont Aux Dames | 7,61           | 2,000          | 57             | 90             | 110            | 130            | 3,53        | 156           | 145         | 202             | 1 190         |

Mesure du débit et de la hauteur d'eau du Surmelin en temps réel au niveau de la station de Saint-Eugène sur le site vigicrues.gouv.fr station de Saint-Eugène

### Lame d'eau et débit spécifique
La lame d'eau écoulée dans le bassin du Surmelin est de 189 millimètres annuellement, ce qui est inférieur à la moyenne d'ensemble de la France (320 millimètres), ainsi qu'à la moyenne de la totalité du bassin versant de la Seine (245 millimètres). Le débit spécifique ou Qsp se monte à 6,0 litres par seconde et par kilomètre carré de bassin.

## Aménagements et écologie

### Pêche
Le Surmelin est classé cours d'eau de première catégorie du point de vue piscicole. On y trouve notamment la truite fario, ainsi que la truite arc-en-ciel. On a récemment introduit l'ombre commun, en cours d'acclimatation dans la rivière.

### Patrimoine - Curiosités - Tourisme

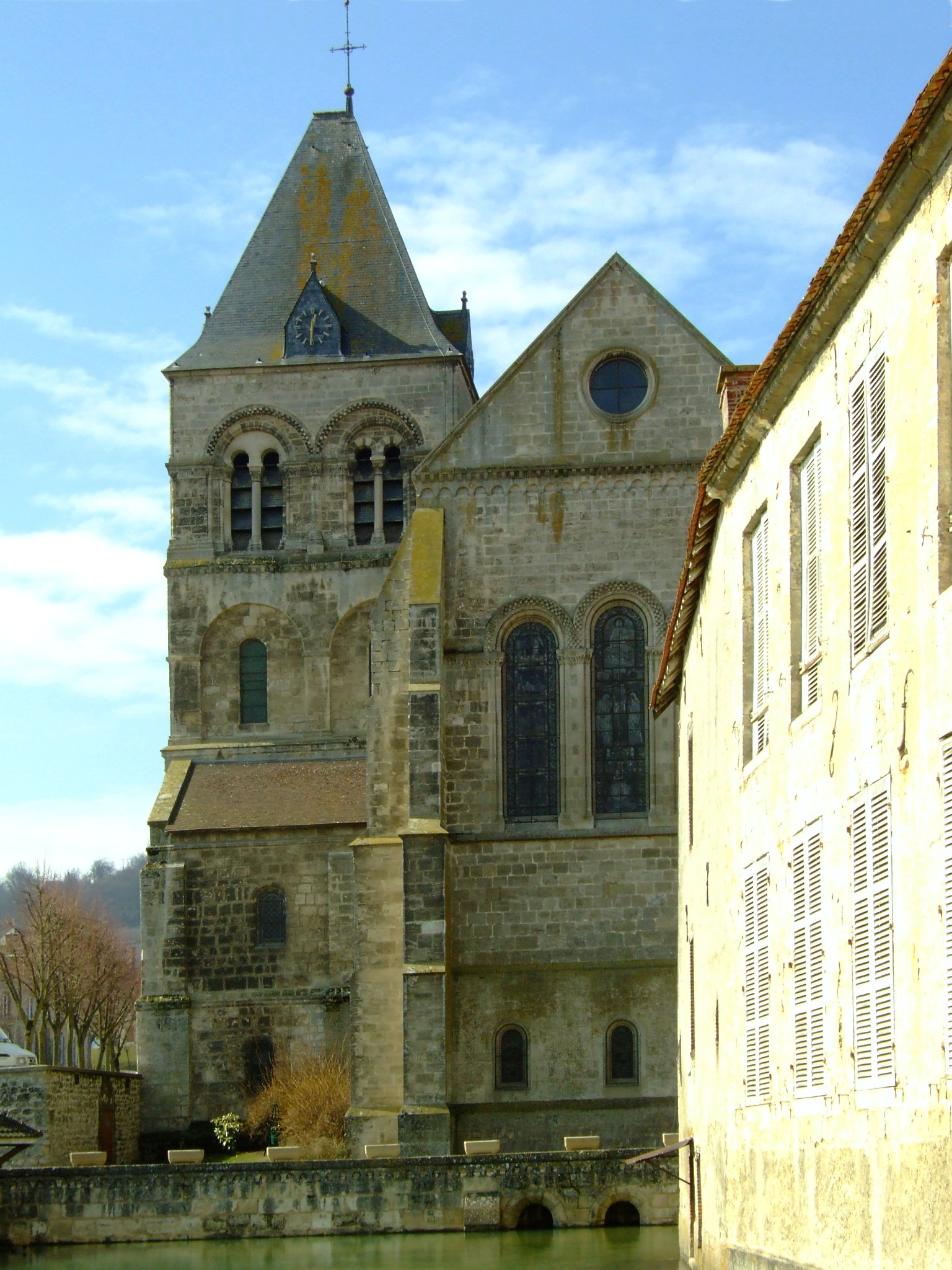
Vertus : L'église Saint-Martin et la pièce d'eau à son chevet.

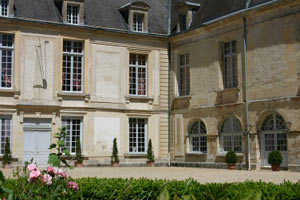
Château des princes de Condé : vue de la cour d'honneur.

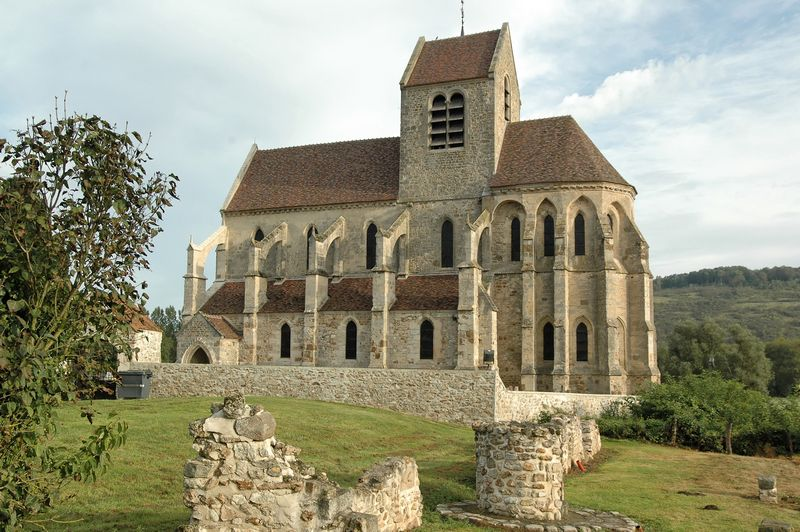
Église Notre-Dame de Mézy-Moulins.

La vallée du Surmelin est riche d'un important patrimoine architectural civil et religieux. À cela s'ajoute une nature verdoyante offrant des paysages variés. La gastronomie (vins de Champagne) complète agréablement ces divers attraits.
- Loisy-en-Brie : Église romane du XIIe siècle à double transept (Monument Historique). Bois, étangs. Vignes.
- Vertus : Bourg très pittoresque, avec maisons du XVIe siècle, dominé par des falaises de la côte des blancs. Église Saint-Martin (édifice exceptionnel - Monument Historique) des XIe et XIIe siècles, voûtée partiellement d'ogives ultérieurement, nef charpentée, quatre cryptes, tour sur croisillon du transept sud, chevet plat, tympan du portail du XVIe, pietà du XVIe, nombreuses statues des XVe, XVIe et XVIIe siècles, rivière souterraine, plan d'eau au chevet. Porte Baudet des XIIIe et XIVe siècles (Site Classé). Fontaines, lavoir. Place du donjon (Site Classé). Forêt et sources. Vignes et vins de Champagne. Escalade.
- Orbais-l'Abbaye : Superbe église abbatiale gothique construite de 1155 à 1235 (Monument Historique), bras du transept avec rosace, stalles du chœur du début du XVIe, déambulatoire autour du chœur, vitraux des XIIe et XIIIe siècles, cuve baptismale du XVIe, dalles funéraires des XIVe et XVe siècles. Salle capitulaire de l'ancienne abbaye. Tour Saint-Réol. Musée Yani Faux (girouettes). Vignes et vins de Champagne.
- La Ville-sous-Orbais : Église du XIIIe siècle, fonts baptismaux du XVe siècle, très belles statues des XVIe et XVIIe siècles. Forêt. Chasse, pêche.
- Celles-lès-Condé : Église de la Nativité-de-la-Vierge du XIIIe siècle avec clocher roman. Vignes, bois. Pêche.
- Château de Condé des XVIe, XVIIe et XVIIIe siècles (Monument Historique) et son parc, situés au confluent de la Dhuis et du Surmelin sur le territoire des communes de Condé-en-Brie et de Celles-lès-Condé. Deux tours d'angle circulaires. Très riche et beau décor intérieur du XVIIIe. Collection de soldats de plomb.
- Condé-en-Brie : Mairie du XVIe siècle (inscrit Monument Historique). Église Saint-Remi gothique avec clocher roman (Monument Historique). Ancien couvent de Picpus. Relais de poste du XVIIIe. Cyclotourisme, randonnées, rives de la Dhuys, du Surmelin et de la Verdonnelle, pêche.
- Saint-Eugène : Château des Grèves des XVe et XVIe siècles, avec salles voûtées, douves sèches. Église Saint-Eugène du XIIIe (Monument Historique) avec chapelle seigneuriale, superbe portail sculpté, peintures murales du XIIIe siècle restaurées, fonts baptismaux du XIIIe siècle. Concerts à l'église. Bois. Cyclotourisme, randonnées pédestres, pêche. Circuit automobile touristique.
- Monthurel : Église Saint-Eloi du XIIIe (classée au répertoire des monuments historiques), lavoirs, vignobles de Champagne en appellation d'origine, route touristique du Champagne, jolis points de vue sur la vallée depuis la route de Janvier.
- Connigis : Château, moulin à eau, lavoirs, fontaines. Église saint-Georges du XIIIe siècle (Monument Historique), fonts baptismaux en pierre du XVIe, plusieurs statues en bois sculpté des XVIe et XVIIe siècles, dont une Vierge à l'Enfant. Croix du cimetière du XIVe siècle (Monument Historique).
- Crézancy : Église Notre-Dame du XIIIe siècle avec portail roman. Vignes et vin de Champagne. Pêche, chasse, canoë-kayak, cyclotourisme, gîte d'étape.
- Mézy-Moulins : Polissoir du bois des Grès (Monument Historique). Église Notre-Dame (église de village exceptionnelle) gothique du XIIIe siècle (Monument Historique), nef dotée d'un triforium, rosace à 12 rayons, peintures murales du XIVe siècle, Vierge à l'Enfant en pierre polychrome du XIVe siècle. Croix du cimetière du XIIIe siècle avec quatre personnages à la base (Monument Historique). Vignes et vin de Champagne. Étang. Pêche. Circuit automobile touristique.